# Teatro Comunale di Firenze

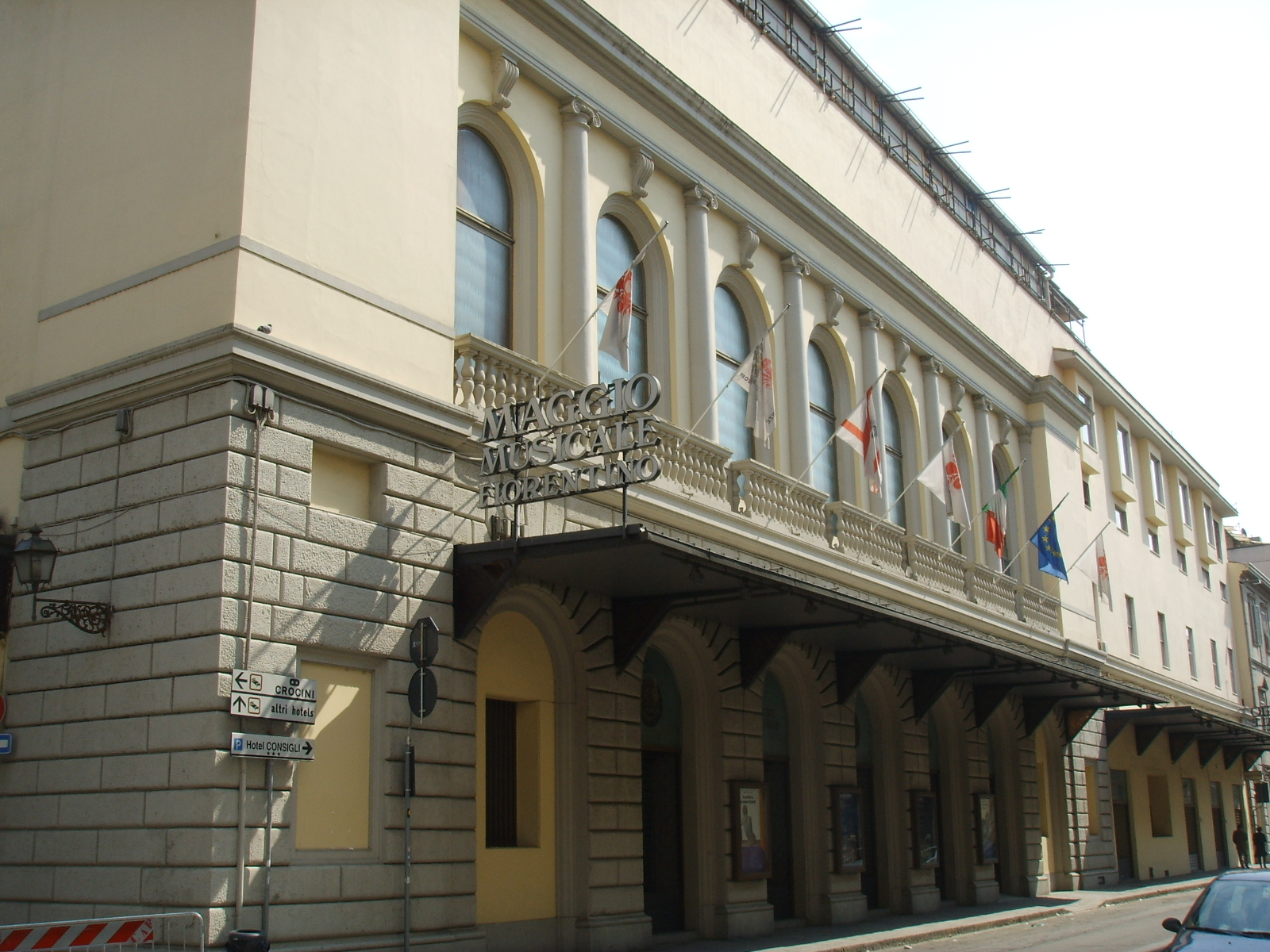
Fachado do Teatro Comunale di Firenze

O Teatro Comunale di Firenze ou Teatro del Maggio Musicale Fiorentino é um teatro de ópera de Florença, Itália. Foi construído inicialmente como um anfiteatro ao ar-livre com capacidade para 6000 espetadores, o Politeama Fiorentiono Vittorio Emanuele, inaugurado em 17 de maio de 1862 com uma produção de Lucia di Lammermoor, de Gaetano Donizetti. O Politeama tornou-se o foco da vida cultural de Florença, até ser destruído por um incêndio. Reabriu em 1864, em 1882 foi-lhe instalada uma cobertura e em 1911 eletricidade e aquecimento.
Em 1930, o edifício passou para o controlo das autoridades municipais, tendo sido renomeado Teatro Communale ("Teatro Municipal"). Em 1944, já perto do final de Segunda Guerra Mundial, o Teatro foi atingido por um bombardeamento aéreo que pretendia atingir o depósito ferroviário das proximidades. O palco ficou muito danificado, mas o incêndio que se seguiu foi controlado permitindo preservar o resto do edifício. Um ano depois do desastre o Teatro reabriu ao público, retomando tranquilamente a sua intensa atividade até 1957, quando toda a atividade foi suspensa para segurança do público, por necessidade de consolidação das estruturas do edifício. As obras de remodelação iniciaram-se em 1958 e duraram três anos, quando o modernizado Comunale foi reinaugurado com a ópera Don Carlo, de Verdi. Passou a ter uma capacidade para 2000 espetadores, num auditório elíptico, com um grande fosso de orquestra, uma ordem de camarotes e duas galerias semicirculares, reminiscência das suas origens como anfiteatro.
O Teatro Comunale, centro do mais importante festival de música de Itália, o Maggio Musicale Fiorentino que se tinha iniciado em 1931 como um festival trienal e que, excetuando nos anos da guerra, teve periodicidade anual desde 1937, passou a chamar-se, por isso, Teatro del Maggio Musicale Fiorentino.